# 4638 Estens
4638 Estens (1989 EG) là một tiểu hành tinh vành đai chính được phát hiện ngày 2 tháng 3 năm 1989 bởi McNaught, R. H. ở Siding Spring.